# ناويا تامورا
ناويا تامورا (باليابانية: 田村 直也) (20 نوفمبر 1984 في تاما في اليابان – )؛ هو لاعب كرة قدم ياباني سابق كان يلعب كلاعب وسط.

## وصلات خارجية
- ناويا تامورا على موقع رابطة كرة القدم اليابانية للمحترفين (اليابانية)
- ناويا تامورا على موقع قاعدة بيانات كرة القدم.إي يو (الإنجليزية)
- ناويا تامورا على موقع Soccerway.com (الإنجليزية)
- ناويا تامورا على موقع عالم كرة القدم.نت (الإنجليزية)
- ناويا تامورا على موقع كووورة